# Hirschfeld-Maler

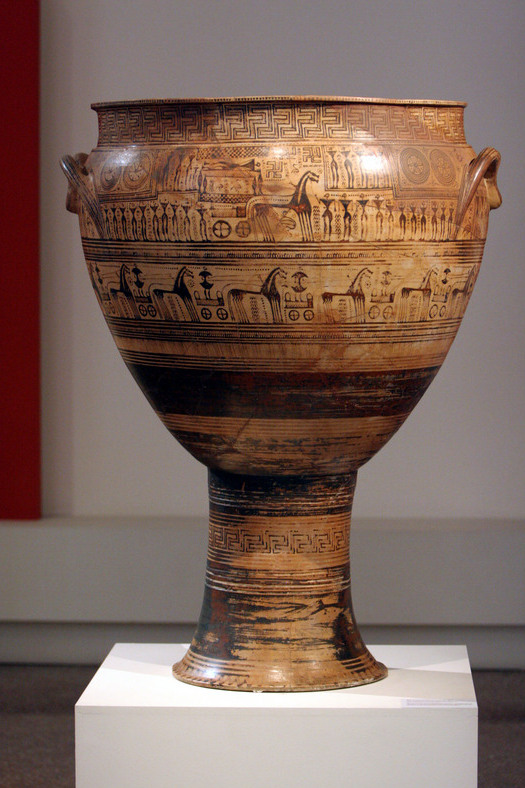
Der 1872 entdeckte Krater des Hirschfeld-Malers im Archäologischen Nationalmuseum in Athen

Als Hirschfeld-Maler wird ein namentlich nicht bekannter griechischer Vasenmaler bezeichnet, der in der Zeit von 750 bis 735 v. Chr. in Attika tätig war.
Die Werke des Hirschfeld-Malers gehören dem spätgeometrischen Stil (SG Ib) an. Der Notname des Malers und Töpfers geht auf den deutschen Archäologen Gustav Hirschfeld zurück, der den Hirschfeld-Krater 1872 zusammen mit über 50 weiteren Vasen und Scherben der spätgeometrischen Periode in den Annali dell'Instituto di Corrispondenza Archeologica, Roma, vol 44 erstmals beschrieb.  Dieser auf dem Kerameikos gefundene große  „Hirschfeld-Krater“, befindet sich heute im Archäologischen Nationalmuseum Athen. Wie in der geometrischen Zeit üblich war der Hirschfeld-Maler wohl sowohl Töpfer als auch Vasenmaler. In seiner Werkstatt wurde wahrscheinlich der Krater mit Ausguss und die untersetzte Halshenkelamphora erfunden. Sein Stil erinnert an den des zeitlich etwas früher anzusetzenden Dipylon-Maler, doch verlaufen seine doppelten und Mehrfachmäander in die entgegengesetzte Richtung. Seine Figuren haben häufig einen ausgesparten Platz für die Augen, die dort zusätzlich mit einem Punkt im Zentrum gekennzeichnet wurden, seine Köpfe wirken schnabelhaft mit ihrer Spitze, die entweder die Nase oder das Kinn bezeichnen sollen. Der Brustkorb wird durch ein Dreieck mit konkaven Seiten gebildet, die Beine sind gebogen. Frauen werden durch Brüste und Haarbüschel gekennzeichnet. Seine Ziegenböcke schauen nach vorne, ihre Augen sind tongrundig. Kampfszenen zeigt er nicht mehr.

## Belege
1. ↑   Gustav Hirschfeld: Vasi Arcaici Ateniesi - Lettera ad A. Conze, in: Annali dell’ Instituto di corrispondenza archeologica, 1872, S. 131–181.
2. ↑  Inventarnummer 990